# Anacrusis (chi bướm)
Anacrusis là một chi bướm đêm thuộc phân họ Tortricinae của họ Tortricidae.

## Các loài
- Anacrusis aerobatica (Meyrick, 1917)
- Anacrusis atrosparsana Zeller, 1877
- Anacrusis aulaeodes (Meyrick, 1926)
- Anacrusis erioheir Razowski & Wojtusiak, 2006
- Anacrusis marriana (Stoll, in Cramer, 1782)
- Anacrusis nephrodes (Walsingham, 1914)
- Anacrusis rhizosema (Meyrick, 1931)
- Anacrusis rubida Razowski, 2004
- Anacrusis ruptimacula (Dognin, 1904)
- Anacrusis russomitrana Razowski & Becker, in Razowski, 2004
- Anacrusis securiferana (Walker, 1866)
- Anacrusis stapiana (Felder & Rogenhofer, 1875)
- Anacrusis thunberghiana (Stoll, 1782)